# Načelo najmanjše akcije
Načèlo najmánjše ákcije, kjer akcijo sestavlja zmnožek mase m, hitrosti v in poti s telesa, je prvi opredelil Pierre-Louis Moreau de Maupertuis. Zanj je bila »narava pri vsem svojem delovanju zelo varčna«. Pogosto načelu rečejo tudi načelo najmanjše nuje ali napora. Poleg Maupertuisa sta razvijala zamisel o načelu tudi Leonhard Euler leta 1744 in Gottfried Wilhelm Leibniz. Vredno je omeniti, da je s stališča variacijskega računa pravilnejši naziv načelo nespremenljive akcije.
Euler se je zavzel za Maupertuisa, ko se je znašel v težavah. Leta 1753 je potrdil, da je Maupertuis odkril načelo najmanjše akcije. Maupertuis pa mu je priznal zasluge za njegovo obliko načela.
De Fermat je razmišljal, da svetlobni žarki pri lomu in uklonu sledijo načelu najmanjšega časa (glej Fermatovo načelo).
Načelo najmanjše akcije je vodilo k razvoju Lagrangeve in Hamiltonove formulacije klasične mehanike. Čeprav sta njuni formulaciji na prvi pogled težje dojemljivi, sta v relativistični in kvantnomehanski fiziki uporabnejši od Newtonovih zakonov.